# Třinec
Třinec (in tedesco Trzynietz, in polacco Trzyniec) è una città della Repubblica Ceca, nella Regione di Moravia-Slesia.
A Třinec ha sede il più grande centro siderurgico di tutta la Repubblica Ceca.